# コルバート (小惑星)
コルバート (9164 Colbert) は小惑星帯に位置する小惑星。1987年9月19日、ローウェル天文台のエドワード・ボーエルによって発見された。
アメリカ合衆国の古生物学者、エドウィン・ハリス・コルバートに因んで命名された。